# Міоценова стріла
«Міоценова стріла» (англ. The Miocene Arrow) — постапокаліптичний роман Шона МакМаллена. Друга книга в трилогії «Велика зима».

## Сюжет
В ізольованих поселеннях на території того, що раніше було Америкою, люди б'ються в стилізованих поєдинках на малих біодизельних аеропланах. Що трапиться у країні, де лицарство й честь — це все, коли повстанці з Австралії, захоплені дивовижною технологією, якою володіють американці, розроблять план аби забрати її до себе додому?

## Відгуки
На думку Publishers Weekly «в історії висвітлюються хитросплетіння політики, присутні азартні, небезпечні та іноді досить карикатурні персонажі, а також багато добре прописаних сцен з повітряної війни. Особливо варто відзначити, що автор винахідливо описує декілька чудернацьких технологій, які читачам-ветеранам НФ цілком можуть нагадати Лайона Спрег де Кемпа».